# 高塔半導體
高塔半導體有限公司（英語：Tower Semiconductor Ltd.）是以色列的一家半導體專業代工廠，總部在以色列的米格達勒埃梅克。

## 歷史
高塔半導體的成立，起始於1993年購併了美國國家半導體的150mm晶片製造設備，並在1994年成為上市公司。2001年，該公司在第一座晶圓廠旁，又建了一座200mm的晶圓廠。2008年，購併了Jazz Semiconductor的200mm設備，成為第三座晶圓廠，使其全球產能得以擴增。
2014年4月1日，和日本松下合資成立一家新公司「Panasonic TowerJazz Semiconductor」，且旗下魚津工廠、礪波工廠及新井工廠等3座半導體工廠亦轉移至上述合資公司旗下，因高塔半導體持有合資公司51%的股權，故等同松下將上述3座半導體工廠出售給高塔半導體。
2022年2月15日，Intel宣布以54億美元收購高塔半導體. 2023年8月16日，由于Intel未能在18个月的交易截止期限内得到中国监管部门的批准，Intel终止收购，将向高塔半导体支付3.53亿美元的收购终止费。

## 外部連結
- 高塔半導體 （页面存档备份，存于）